# António José de Almeida
António José de Almeida GCTE • GCC • GCA • GCSE (São Pedro de Alva, Vale da Vinha, 17 de Julho de 1866 – Lisboa, São Sebastião da Pedreira, 31 de Outubro de 1929) foi um político republicano português, sexto presidente da República Portuguesa, cargo que exerceu de 5 de Outubro de 1919 a 5 de Outubro de 1923. Foi o único presidente da Primeira República Portuguesa a cumprir integralmente e sem interrupções o seu mandato de 4 anos, tendo com ele Portugal retornado a uma presidência civil. A data do seu nascimento é feriado municipal em Penacova.

## Biografia

### Vida pessoal e formação
António José de Almeida nasceu em Vale da Vinha, uma aldeia da freguesia de São Pedro de Alva do concelho de Penacova, distrito de Coimbra, filho de José António de Almeida e de sua mulher Maria Rita das Neves, natural de Paradela da Comarca de Arganil. Foi batizado na Igreja Paroquial de São Pedro de Farinha Podre, hoje São Pedro de Alva, a 3 de Setembro de 1866. Oriundo de uma família modesta, o seu pai afirmou-se como pequeno industrial e comerciante local, chegando, no final do século XIX, a ocupar a presidência da Câmara Municipal de Penacova.
Em 1880 matricula-se no Liceu Central de Coimbra, terminando o Curso Geral dos Liceus em 1885. Nesse mesmo ano inscreve-se nos preparatórios de Medicina.

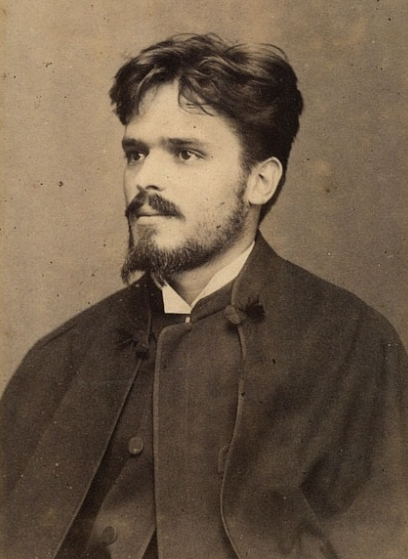
António José de Almeida enquanto estudante de Medicina na Universidade de Coimbra

Depois de ter frequentado o ensino primário em São Pedro de Alva, em 1880, com catorze anos de idade, matriculou-se no Liceu Central de Coimbra, terminando o Curso Geral dos Liceus em 1885. Nesse ano, inscreve-se nos preparatórios de Medicina e, em Julho de 1889, ingressa no curso de Medicina da Universidade de Coimbra, no qual se ocupa durante os seis anos que se seguiram (conclui o bacharelato a 30 de Julho de 1894, e finaliza o curso de Medicina no ano seguinte).

Nos seus tempos de estudante, António José de Almeida viveu intensamente o período do Ultimato Inglês e o profundo movimento de descontentamento social que implicava a família real na cedência aos interesses coloniais do Reino Unido em África. Era ainda aluno de Medicina na Faculdade de Medicina da Universidade de Coimbra, quando, em 1890, publicou no jornal académico O Ultimatum um artigo que ficou célebre, intitulado "Bragança, o último", que foi considerado insultuoso para o rei D. Carlos:
| “ | Não se encontra em ponto algum do país um único homem, ou seja católico ou protestante, monárquico ou republicano, padre ou secular, bacharel ou sacristão, ou faça parte da nobreza ou pertença à plebe, que perante a lei não seja responsável. Donde se conclui que El-Rei D. Carlos de Bragança não é um homem! […] Donde se conclui que El-Rei D. Carlos de Bragança é um animal! […] Entendo, pois, que o melhor será, quando os canhões começarem aos urros e quando o sangue principiar a correr, metê-lo numa das gaiolas centrais do Jardim Zoológico, fazer-lhe aí uma cama de palha e deixá-lo ficar muito tranquilo e muito descansado. | ” |

Como resposta ao ataque pessoal, é-lhe instaurado um processo judicial e acaba por ser condenado a uma pena de três meses de prisão. A sua defesa é levada a cabo por Manuel de Arriaga. A 25 de Setembro desse ano, quando sai da prisão, é alvo de calorosas aclamações populares.
António José de Almeida foi casado com Maria Joana Perdigão Queiroga (Redondo, Redondo, 9 de Março de 1885 - 27 de Junho de 1965), com quem teve uma filha (Maria Teresa). Maria Teresa teve três filhos: António José de Almeida de Abreu, Maria Manuela de Almeida de Abreu e Maria Teresa de Almeida de Abreu. Nenhum dos filhos optou pela carreira política. António José e Maria Manuela seguiram a carreira médica. Maria Teresa licenciou-se em Letras. António José e Maria Teresa sempre viveram em Portugal, Lisboa. Maria Teresa faleceu em 14 de Fevereiro de 2005. Teve dois filhos: Mónica de Almeida de Abreu de Esaguy Onofre (1971 - 2018) e Francisco Adriano de Almeida de Abreu Onofre (1975), fotógrafo, residente em Portugal, Cascais, pai de Rafael e Filipe Arêas de Almeida de Abreu Onofre. Maria Manuela e seus filhos residem no Brasil, Rio de Janeiro. Maria Manuela teve três filhos: Pedro de Almeida de Abreu Elvas, Filipe de Almeida de Abreu Elvas e Carolina de Almeida de Abreu Elvas.

### Carreira profissional e política
Um dos mais populares dirigentes do Partido Republicano, desde muito novo manifestou ideias republicanas.

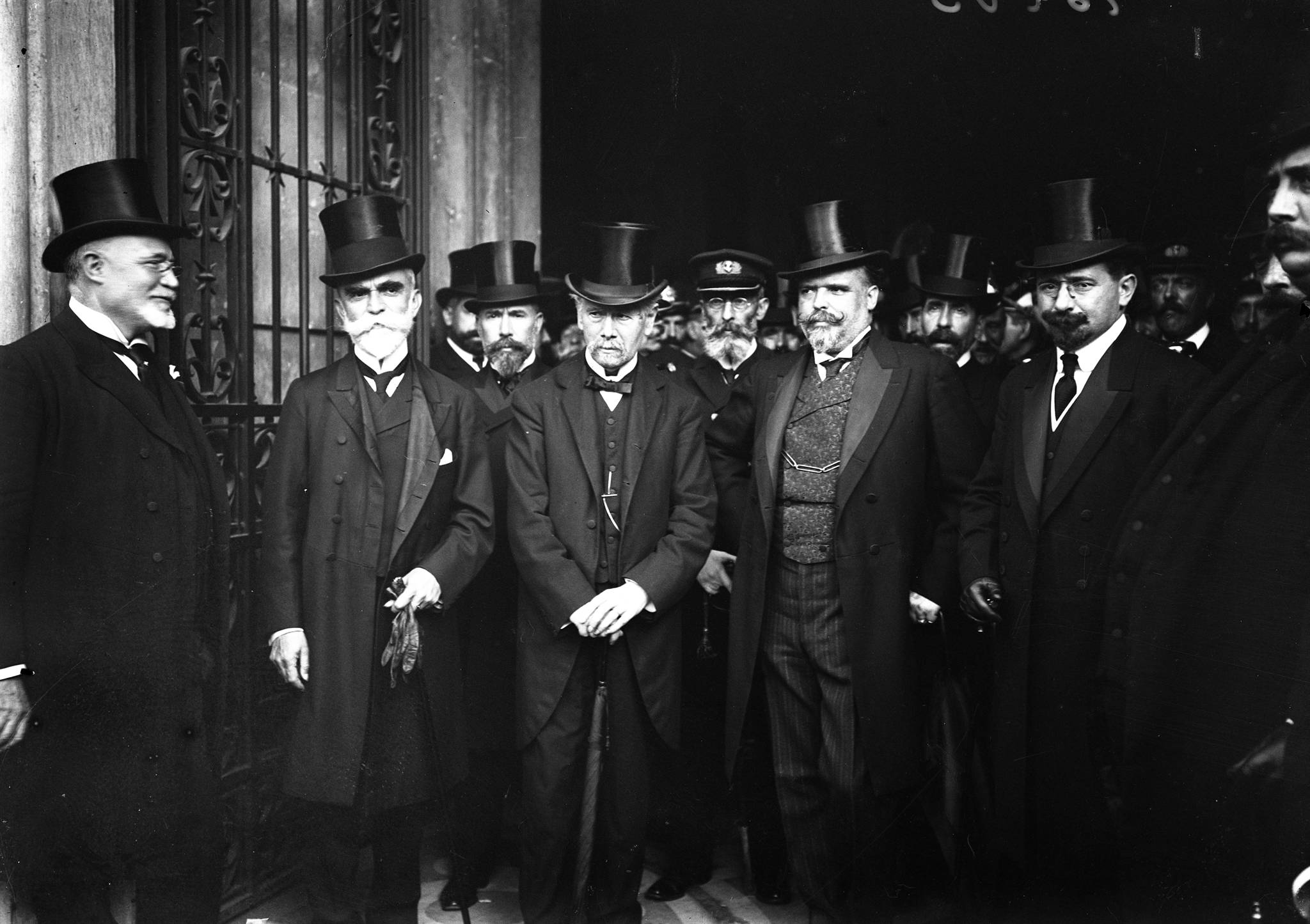
António José de Almeida posa para uma fotografia na entrada do Palácio de São Bento, juntamente com Bernardino Machado, Teófilo Braga, e Afonso Costa, em 1911.

Depois de terminar o curso, em 1895, foi para Angola e posteriormente estabeleceu-se em São Tomé e Príncipe, onde exerceu medicina até 1904. Regressou a Lisboa nesse ano, e depois foi para França onde estagiou em várias clínicas, regressando no ano seguinte. Montou consultório, primeiro na Rua do Ouro, depois no Largo de Camões, entrando então na política republicana.
Foi candidato do Partido Republicano em 1905 e 1906, sendo eleito deputado nas segundas eleições realizadas neste ano, em Agosto. Durante o debate sobre a questão dos "adiantamentos à Casa Real" (20 de Novembro de 1906) após Afonso Costa e Alexandre Braga serem expulsos da Câmara dos Deputados devido aos seus "excessos verbais" contra o rei, António José de Almeida equilibra-se em cima da sua cadeira e improvisa um discurso convidando os soldados a aliar-se à revolução republicana.
No ano seguinte adere à loja maçónica Montanha e aí adota o nome simbólico de Álvaro Vaz de Almada.
Os seus discursos eloquentes e inflamados fizeram dele um orador muito popular nos comícios republicanos. Foi preso por ocasião da tentativa revolucionária de Janeiro de 1908, dias antes do assassinato do rei D. Carlos e do príncipe D. Luís Filipe. Posto em liberdade, voltou a embrenhar-se na política, sobretudo enquanto director do jornal Alma Nacional. Destacou-se também como diretor do jornal República (1911-1999).
Após a Proclamação da República Portuguesa, foi nomeado Ministro do Interior do Governo Provisório; exerceu, posteriormente, várias vezes as funções de ministro e deputado, tendo fundado em Fevereiro de 1912 o partido Evolucionista, que dirigirá, partido republicano moderado organizado em torno do diário República, que tinha criado em Janeiro de 1911, e que também dirigia. Nesse periódico, opôs-se aos outros partidos, especialmente ao Partido Democrático de Afonso Costa, contra o qual escreveu um célebre artigo; no entanto, aliou-se a Afonso Costa no governo da União Sagrada, em Março de 1916, ministério de que foi presidente.
A 10 de Julho de 1919 foi agraciado com a Grã-Cruz da Ordem Militar da Torre e Espada, do Valor, Lealdade e Mérito.

### Presidente da República

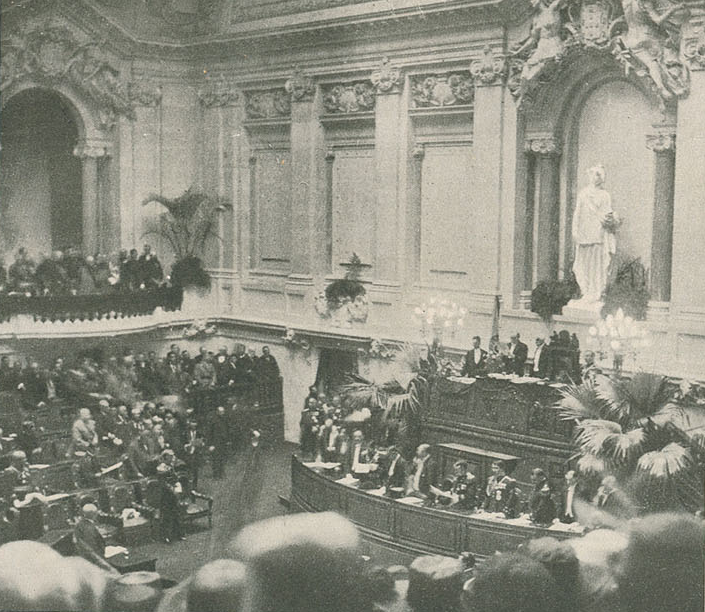
Tomada de posse do Presidente António José de Almeida, 5 de Outubro de 1919.

António José de Almeida candidatou-se à Presidência da República nas eleições de 1919, após o término do mandato de João do Canto e Castro, que havia sido eleito em Dezembro de 1918 para ocupar o cargo no que restava do mandato interrompido de Bernardino Machado (o 2.º quatriénio após as primeiras eleições presidenciais, ou seja, 1915-1919). Nos termos da Constituição Política da República Portuguesa de 1911 que então vigorava, o Presidente da República era eleito através de sufrágio indirecto, requerendo pelo menos dois terços dos votos das duas Câmaras do Congresso da República (Deputados e Senado) reunidas em sessão conjunta. As eleições tiveram lugar a 6 de Agosto de 1919, e decidiram-se ao fim do terceiro escrutínio, tendo António José de Almeida obtido 73,7% dos votos, contra os 18,6% do segundo candidato mais votado, Manuel Teixeira Gomes. O Presidente da República eleito toma posse em 5 de Outubro de 1919, em sessão solene preparada para a ocasião.
António José de Almeida teve a distinção de ter sido o único presidente que, durante a Primeira República, ocupou o cargo até ao fim do mandato para o qual foi eleito (1919-1923). O Presidente viria ainda a dar posse a dezasseis governos nos quatro anos do seu mandato (dezassete, se se contasse o "Governo dos Cinco Minutos" liderado por Francisco Fernandes Costa, que foi nomeado a 15 de Janeiro de 1920 e exonerado mais tarde nesse mesmo dia, sem ter tomado posse).

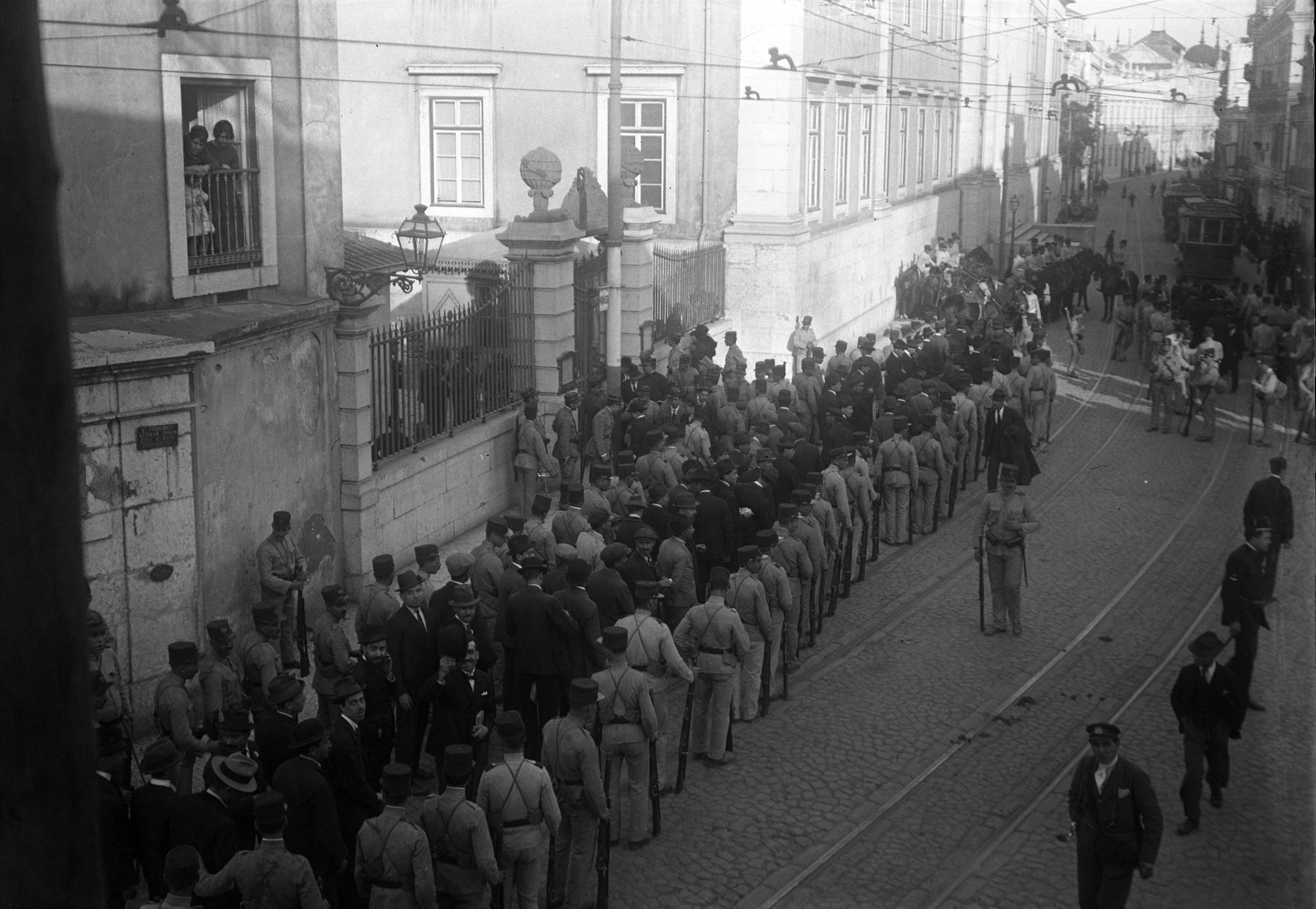
Assalto policial da Guarda Nacional Republicana durante a greve dos correios e telégrafos em Março de 1920.

Numa primeira fase do mandato de António José de Almeida, é patente uma grande instabilidade económica, social, e política. Se, por um lado, Portugal ainda se encontra em processo de pagamento das dívidas da Primeira Guerra Mundial, por outro, o Reino Unido cancela a assistência financeira ao país. Os bens alimentares escasseiam, e a inflação crescente provoca agitação social: sente-se a tensão entre os trabalhadores, o Estado, a pequena e a média burguesia e o patronato — sucedem-se as greves (dos trabalhadores dos telefones e da indústria corticeira; seguida da dos ferroviários, correios, telégrafos e tabacos; mais tarde, dos trabalhadores de imprensa, da Carris, da indústria conserveira em Setúbal), as manifestações, os comícios, e mesmo atentados bombistas e assassinatos. Simultaneamente, aumentam os despedimentos, e as tomadas de assalto às sedes sindicais e jornais operários seguidas de prisões e deportações dos seus dirigentes. Como pano de fundo, a epidemia de tifo, que só no ano de 1919 provoca mais de 2000 vítimas.
Politicamente, o Partido Democrático de António Maria da Silva mostra uma incapacidade de obter maiorias absolutas: o intensificar da luta ideológica gera cisões e novos partidos políticos, como são o caso do Núcleo de Acção de Reconstituição Nacional (1920) que mais tarde se tornaria no Partido Republicano da Reconstituição Nacional, do Partido Comunista Português (1921), do Partido Republicano Radical (1923), e do Partido Republicano Nacionalista (1923). Por conseguinte, os governos são empossados e caem a ritmos vertiginosos, tendo uma duração média de apenas três meses.
A 19 de Outubro de 1921, dá-se um levantamento radical de sectores republicanos radicais da Marinha e da GNR contra o governo liberal de António Granjo. Impossibilitado de resistir contra os revoltosos, o chefe do governo apresenta a demissão do ministério ao Presidente da República, que imediatamente a aceita. Ainda assim, os tumultos continuam e, nessa noite, um grupo de marinheiros, soldados da GNR e civis armados, sequestram e matam a tiro António Granjo, José Carlos da Maia, Machado Santos, Freitas da Silva (chefe de gabinete do ministro da Marinha Ricardo Pais Gomes), e o coronel Botelho de Vasconcelos (ex-ministro de Sidónio Pais).

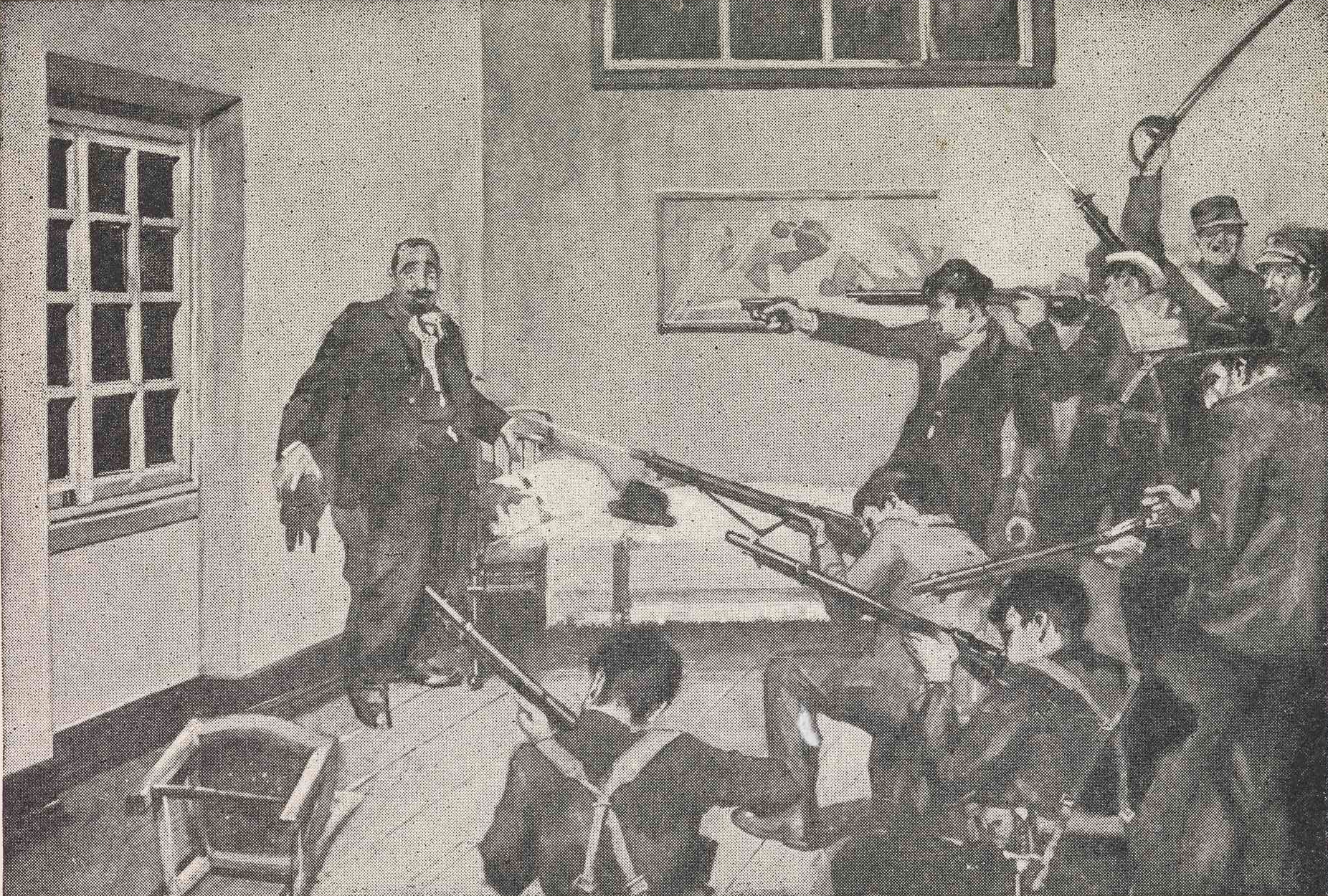
A Noite Sangrenta: António Granjo é assassinado.

Estes acontecimentos abalam profundamente António José de Almeida, que sabe que o seu nome constava da lista daqueles que se planeava liquidar. O Presidente anuncia publicamente a sua intenção de renunciar ao cargo, nunca chegando a concretizá-la devido às fervorosas manifestações de apoio que são convocadas pelas autarquias locais. António José de Almeida dissolve então o Parlamento (pela segunda vez em quatro meses), e segue-se uma certa acalmia após a vitória do Partido Democrático nas legislativas de 1922 e uma sucessão de governos liderados por António Maria da Silva, que conseguem reduzir os efectivos da GNR, deixando esta de representar um perigo iminente.
À medida que os efeitos da Grande Guerra se vão desvanecendo, a situação geral do país tende a estabilizar.
Com o final da "República Nova" de Sidónio Pais e o regresso à "Nova República Velha", os líderes da República são levados a encetar uma política de pacificação religiosa, como forma de combater a instabilidade social resultante do anticlericalismo exacerbado que caracterizou os primeiros tempos da Primeira República. Em 1923, o Presidente foi o anfitrião de uma cerimónia realizada no Palácio da Ajuda para se assistir à imposição do barrete cardinalício do núncio Achille Locatelli; um ato que revela uma clara estratégia de aproximação diplomática do Estado laico republicano com a Santa Sé.

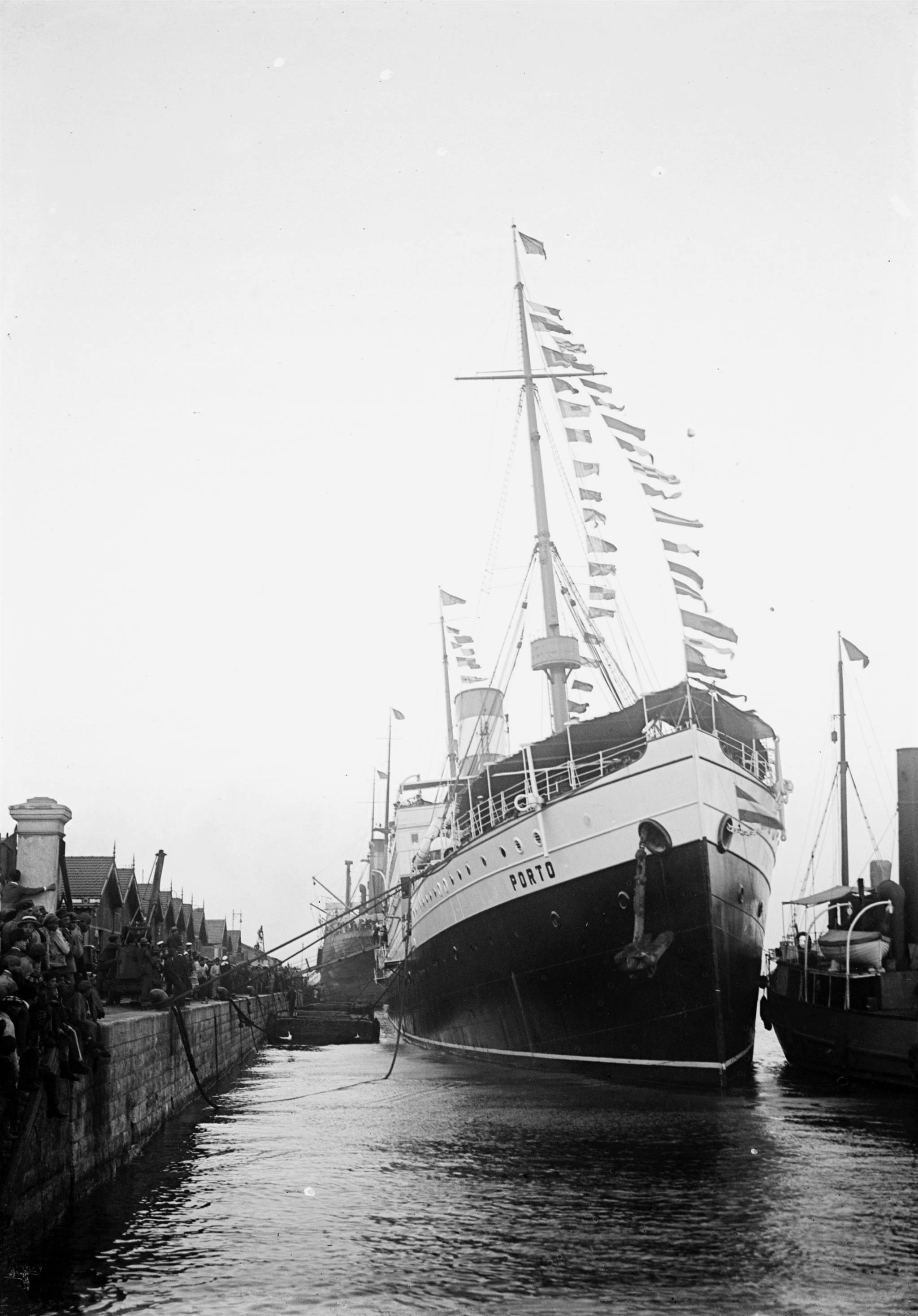
Partida do presidente da República, António José de Almeida, para o Brasil a bordo do vapor Porto

Foi durante a presidência de António José de Almeida que se inauguraram as visitas de Estado na aceção moderna do termo. Foi convidado pelo Presidente Epitácio Pessoa para uma visita oficial ao Brasil, no âmbito das comemorações do centenário da independência da antiga colónia portuguesa, que se cumpriu a 7 de Setembro de 1922. A viagem revestiu-se de carácter simbólico, não tendo, porém, ficado livre de algumas perturbações: o vapor Porto (que, antes de 1916, era o navio mercante alemão Prinz Heinrich, aprisionado à Alemanha durante a Primeira Guerra Mundial e concedido a Portugal pelo Tratado de Versalhes), onde a comitiva presidencial seguia para o Rio de Janeiro, não estava ainda totalmente adaptado à sua condição de transporte de passageiros. A fim de se concluírem as obras de adaptação, o início da viagem foi atrasado. Entretanto, houve uma crise do governo democrático presidido por António Maria da Silva, proporcionada pela demissão do Ministro das Finanças, Albano Portugal Durão. O início da viagem, inicialmente previsto para dia 26 de Agosto, foi atrasado em dois dias. Logo que a comitiva se fez ao mar, todavia, uma avaria no frigorífico determinou que o vapor tivesse de aportar em Las Palmas, nas Canárias, no dia 1 de Setembro, por exigências de abastecimento. No dia 7 de Setembro, quando a embaixada portuguesa deveria estar já no Brasil, realizou-se a bordo uma sessão solene em honra do centenário da independência da antiga colónia, em que tomaram a palavra Jaime Cortesão, João de Barros, e o próprio António José de Almeida. Só no dia 17, com um atraso de 10 dias e tendo demorado o dobro do que seria de esperar duma viagem naquele tempo, é que o Porto fundeou no Rio de Janeiro; o presidente Epitácio Pessoa, acompanhado dos seus ministros da Marinha (Veiga Miranda) e das Relações Exteriores (Azevedo Marques) e do ministro de Portugal no Rio (Duarte Leite), subiu a bordo do vapor para cumprimentar António José de Almeida. Foi esta a primeira vez que um chefe de Estado português visitava o Brasil, e a estada de António José de Almeida foi alvo de considerável aparato: terá ficado hospedado no Palácio Guanabara; foram-lhe endereçadas mensagens especiais dos presidentes das Repúblicas do Uruguai (Baltasar Brum), Colômbia (Pedro Nel Ospina), Cuba (Alfredo Zayas y Alfonso), e Peru (Augusto Leguía y Salcedo); houve uma receção na Embaixada de Portugal e um grande banquete no Palácio do Catete; uma sessão solene no Gabinete Português de Leitura que viu António José de Almeida ser nomeado seu presidente honorário; uma sessão especial do Congresso Nacional (à altura provisoriamente instalado no edifício da Biblioteca Nacional do Brasil); um chá dançante na residência oficial do embaixador português com a presença de dois mil convidados; uma receção no Grémio Republicano Português e na Academia de Medicina, entre muitos outros estabelecimentos brasileiros e portugueses (Câmara Portuguesa do Comércio, Instituto Histórico e Geográfico Brasileiro, Clube de Engenharia, Academia Brasileira de Letras); e, para colmatar a visita, houve um grande baile de despedida no Palácio Guanabara.
A 16 de Outubro de 1919 foi agraciado com a Grã-Cruz da Ordem Militar de Cristo, a Grã-Cruz da Ordem Militar de Avis e a Grã-Cruz da Ordem Militar de Sant'Iago da Espada.
O seu mandato presidencial cessa em 5 de Outubro de 1923, data em que Manuel Teixeira Gomes o sucede na Presidência da República, como resultado das eleições presidenciais de 1923.

### Após a presidência

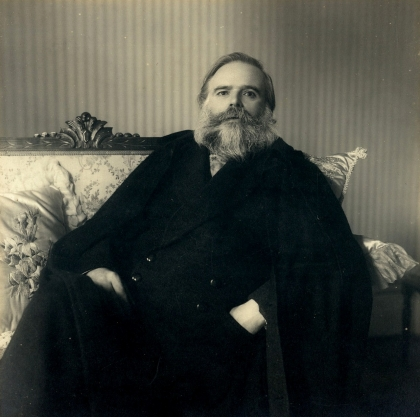
António José de Almeida confinado a uma cadeira de rodas

Após o seu mandato presidencial, António José de Almeida não se afasta da vida política, chegando ainda a ser eleito deputado por Lisboa nas legislativas de 1925.

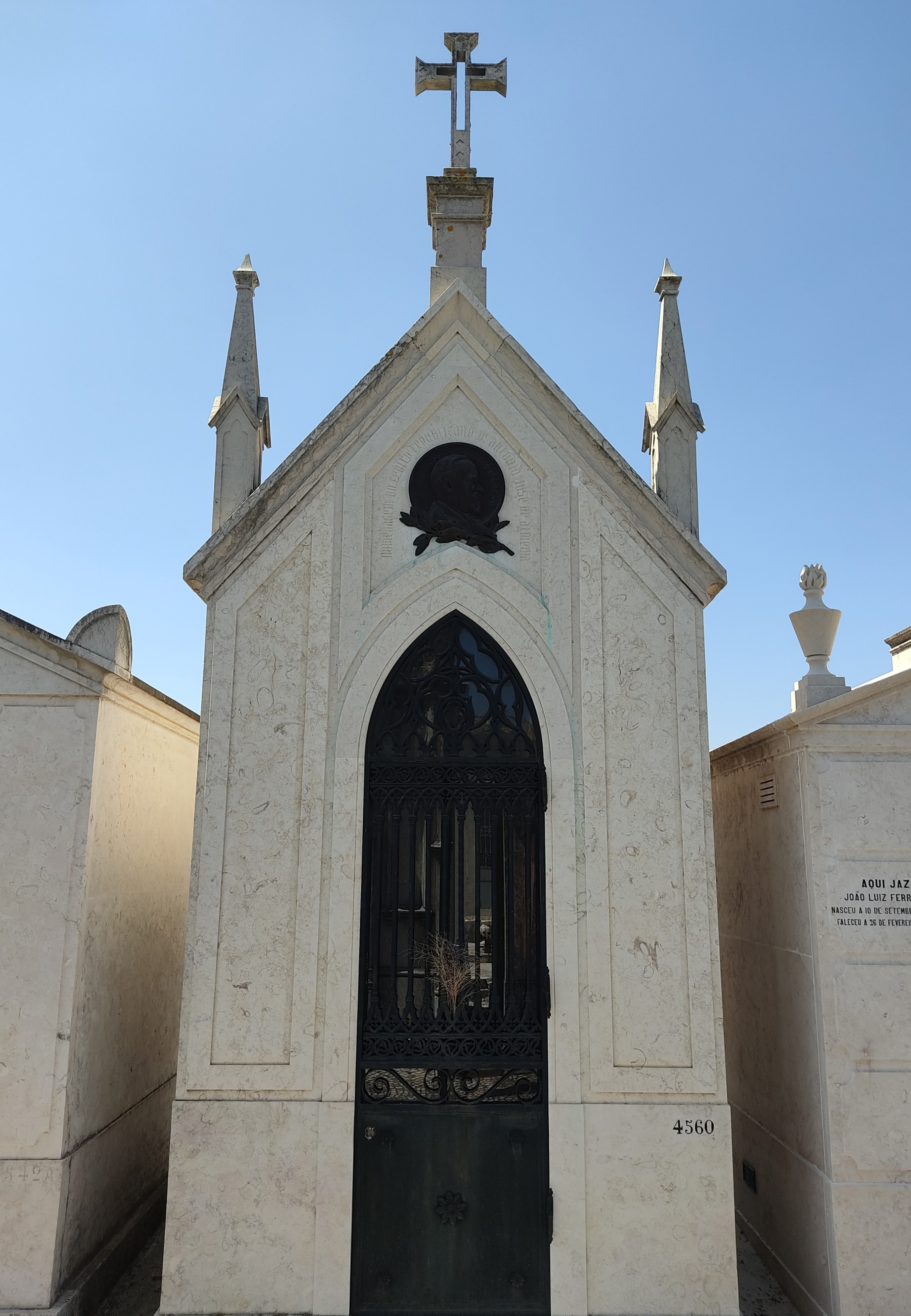
Jazigo de família de António José de Almeida, no Cemitério do Alto de São João

Contudo, pouco tempo depois, sucumbe de reumatismo. A doença obriga-o a viver os seus últimos anos de vida numa cadeira de rodas, o que acaba por condicionar o seu afastamento da política, refugiado, agora, no convívio familiar. Ainda assim, é-lhe reconhecido o mérito enquanto homem de Estado, inclusivamente pelos dirigentes da Ditadura Militar quando esta é instaurada em 1926, criando estes o hábito de o visitar no dia 5 de Outubro.
No início de 1929 foi eleito 12.º Grão-Mestre do Grande Oriente Lusitano Unido mas não chegou a tomar posse devido ao agravamento do seu estado de saúde.
Faleceu aos 63 anos, na sua casa, no número 104 da Avenida António Augusto de Aguiar, freguesia de São Sebastião da Pedreira, em Lisboa, vítima de uma miocardite e de esclerose renal, complicações derivadas do reumatismo cronico que sofria. Os seus restos mortais foram sepultados em jazigo de família no Cemitério do Alto de São João.

## Homenagens

Retrato oficial (póstumo) do Presidente António José de Almeida (c. 1932), por Henrique Medina. Museu da Presidência da República.

Uma estátua sua foi erguida pelos seus admiradores e amigos em Lisboa, de autoria do escultor Leopoldo de Almeida e do arquiteto Pardal Monteiro, e reuniram os seus principais artigos e discursos em três volumes, intitulados Quarenta anos de vida literária e política, obra publicada em 1934.
A Câmara Municipal de Lagos decidiu, numa sessão realizada no dia 12 de Dezembro de 1929, colocar o nome de António José de Almeida num arruamento da freguesia de São Sebastião.
Uma estátua sua foi também erguida no Largo Eng. Maurício Vieira de Brito, em São Pedro de Alva (freguesia natal) onde consta uma lápide com uma pequena biografia.
Na sua aldeia de nascimento, Vale da Vinha, o largo e a rua em frente à sua casa tem o nome de Dr. António José de Almeida. Também em Campo Maior existe um Largo com o seu nome.
Um busto seu foi levantado no Largo Dr. Alberto Leitão, em Penacova (concelho natal) de frente para a Câmara Municipal em 1976.
Um busto em sua memória encontra-se na Rua Dr. António José de Almeida, em Coimbra (distrito natal) desde 1984.